# Double Filature
Pour les articles homonymes, voir Forbidden.
Pour plus de détails, voir Fiche technique et Distribution.
Double Filature (titre original : Forbidden) est un film américain réalisé par Rudolph Maté, sorti en 1953.

## Synopsis
Eddie Darrow (Tony Curtis) travaille pour le gangster américain Barney Pendleton, qui l'envoie à Macao pour trouver une femme, Christine Lawrence (Joanne Dru), et la ramener. Conscient d'une précédente attraction romantique entre les deux, Pendleton dit à son voyou Chalmer (Marvin Miller) de suivre Eddie pendant le voyage, juste au cas où. 
Dans une discothèque et un casino, Eddie sauve le propriétaire, Justin Keit (Lyle Bettger), de l'attaque de certains hommes chinois. Un Justin reconnaissant l'invite à la maison et présente Eddie à sa fiancée, Christine. 
Eddie est amer parce que Christine s'était enfuie pour épouser un criminel du nom de Manard, aujourd'hui décédé. Dans un instant pour eux-mêmes, ignorant qu'un Justin jaloux écoute les clandestins, Christine explique qu'elle n'a épousé Manard que parce qu'il a menacé de faire du mal à Eddie. Elle dit également que Pendleton veut qu'elle revienne parce que Christine a caché des documents qui pourraient mettre Pendleton derrière les barreaux. Il hésite à la croire. 
Justin, juste pour garder un œil sur Eddie, lui propose un emploi au casino. Là, il se lie d'amitié avec un pianiste asiatique nommé Allan (Victor Sen Yung). Un joueur local nommé Hon-Fai est volé et tué, et Eddie a l'intuition que Justin pourrait être derrière cela. Christine dit clairement qu'elle n'est pas amoureuse de Justin, et elle et Eddie s'embrassent passionnément. Chalmer se montre, méfiant qu'Eddie ait décidé de prendre Christine pour lui et de s'enfuir. Eddie nie cela, mentant qu'il trompe Christine et a pleinement l'intention de suivre les ordres de Pendleton, la ramenant aux États-Unis. Il ignore que Christine l'entend. Dans un accès de colère, elle décide d'épouser Justin après tout. 
Alors qu'une guerre de gangs éclate, Chalmer est tué et Justin s'avère en effet être un criminel impitoyable. Allan, le pianiste, se révèle être un agent infiltré de la loi. Il parvient à embarquer Eddie et Christine à bord d'un bateau partant pour San Francisco, et quand Justin essaie de les poursuivre, il se retrouve sur un bateau qui explose.

## Fiche technique
- Titre : Double Filature
- Titre original : Forbidden
- Réalisation : Rudolph Maté
- Scénario : William Sackheim, Gil Doudl
- Photographie : Ted Richmond (en)
- Montage : Edward Curtiss
- Musique : Frank Skinner
- Son : Leslie I. Carey, Joe Lapis
- Direction artistique : Bernard Herzbrun et Richard H. Riedel
- Décors : Russell A. Gausman et Ruby R. Levitt
- Costumes: Bill Thomas
- Producteur : Ted Richmond (en)
- Société de production : Universal International Pictures
- Société de distribution : Universal Pictures (États-Unis), General Film Distributors  (GFD) (Royaume-Uni), Nippon Universal Eiga-gaisha (Japon)
- Pays de production :  États-Unis
- Langue : Anglais
- Tournage : du 5 janvier 1953 à février 1953
- Format : Noir et blanc — 35 mm — 1,37:1 — Son : Mono (Western Electric Recording)
- Genre : Film dramatique, Film policier, Film noir
- Durée : 85 minutes (1 h 25)
- Dates de sortie : 
  - États-Unis : 18 juillet 1953
  - France : 12 février 1954

## Distribution
- Tony Curtis (VF : Hubert Noël) : Eddie Darrow
- Joanne Dru (VF : Luce Clament) : Christine Lawrence
- Lyle Bettger (VF : Jean-Claude Michel) : Justin Keit
- Marvin Miller : Chalmer
- Victor Sen Yung : Allan
- Peter Mamakos (VF : René Arrieu) : Sam
- Peter Chong (VF : Frédéric O'Brady) : Dr Sing
- Wong Atarme (VF : Ky Duyen) : Willie
- Roy Engel (VF : Émile Duard) : Al
- Alan Dexter (VF : Jacques Beauchey) : Bernard « Barney » Pendleton
- Harry Lauter (VF : Raymond Loyer) : Holly
- Mai Tai Sing : Soo Lee
- Howard Chuman : Hon-Fai
- Weaver Levy : Tang
- Barry Bernard : Black
- Alphonse Martell (VF : Richard Francœur) : un invité à la réception
- Bruce Riley (VF : Maurice Dorléac) : l'agent de Police apportant le sac de Christine
- Al Ferguson (VF : Albert Montigny) : le capitaine du port mettant sous enveloppe le sac de Christine

## Production
- Le tournage s'est déroulé du 5 janvier 1953 à février 1953 à San Diego et aux Universal Studios.